# Kunštát (Orlické Záhoří)
Kunštát (německy Kronstadt) je vesnice, centrální část obce Orlické Záhoří v okrese Rychnov nad Kněžnou v České republice. Je jednou ze základních sídelních jednotek Orlického Záhoří. Leží v katastrálním území Kunštát u Orlického Záhoří, na pravém břehu horního toku řeky Divoké Orlice, která zde tvoří státní hranici s Polskem. Obcí prochází silnice č. 311, která začíná v Bartošovicích v Orlických horách a vede po břehu Divoké Orlice severozápadním směrem do Deštného v Orlických horách.

## Geografie
Kunštát leží mezi hlavním hřebenem Orlických hor a Bystřickými horami v široké kotlině na pravém břehu Divoké Orlice (v tzv. Erlitztalu). Sousedními osadami na české straně jsou Černá Voda na jihovýchodě, Jadrná na západě a Zelenka a Bedřichovka na severozápadě. Na polské straně hranice se nalézají obce Lasówka a Piaskowice na severozápadě a Mostowice na jihovýchodě. Hraniční přechod Mostowice umožňuje přístup na vojvodskou silnici 389, která začíná mezi obcemi Lewin Kłodzki a Duszniki-Zdrój na silnici E 67 a končí v Międzylesí.

## Historie
Kunštát vznikal od roku 1572 jako první osada Hornoorlického údolí (Divoké Orlice), zvaného v odborné literatuře Erlitztal, a poprvé se připomíná v roce 1586. Patřil tehdy do Hradeckého kraje a byl přifařen k obci Nebeská Rybná. Byl osídlen německými lesními dělníky. V roce 1612 zde byl postaven dřevěný kostel. Kolem roku 1700 se Kunštát stal farností pro okolní vesnice a osady Mostowice, Piaskowice, Lasówka a Königswalde v Kladském hrabství. Na počátku 18. století zřídil Ignaz Preissler na panství hraběte Františka Josefa Kolowrata von Liebstein dílnu na malování skla a porcelánu.
Od roku 1750 patřil Kunštát k okresnímu hejtmanství v Žamberku. V letech 1754-1763 zde byl postaven kamenný kostel sv. Jana Křtitele. Poté, co v roce 1763 připadlo Kladské hrabství Prusku, byly od farního kostela v Kunštátu v roce 1780 odděleny osady Mostowice, Piaskowice, Lasówka a Königswalde a přiděleny k nově postavenému farnímu kostelu v Mostowicích.
V roce 1779 navštívil Kunštát císař Josef II., kterému zde byl postaven pomník. Hospodářský význam měla továrna na výrobu dřevotřískových krabic a od počátku 20. století rozvoj na letovisko a lokalitu pro zimní sporty. V roce 1913 zde žilo 876 obyvatel, z toho 871 Němců. Před rokem 1918 měl Kunštát čtyřtřídní základní školu, kterou navštěvovaly i děti z Jadrné. Po vzniku Československa byla škola nadále trojtřídní a pravděpodobně vznikla i školní třída pro českou menšinu. V roce 1939 žilo v Kunštátu 695 obyvatel ve 155 domech.
V důsledku Mnichovské dohody byl Kunštát v roce 1938 připojen k Německé říši a do roku 1945 patřil k zemskému okresu Grulich. Po druhé světové válce byli němečtí obyvatelé odsunuti. Kunštát a okolní vesnice zůstaly z velké části neosídleny a četné domy a zemědělské usedlosti zchátraly. V roce 1960 se Kunštát stal centrem nově vzniklé obce Orlické Záhoří.

## Pamětihodnosti
- kostel sv. Jana Křtitele
- Pomník císaře Josefa II., renovovaný v roce 1996